# Monti di Zittau
I Monti di Zittau (in tedesco Zittauer Gebirge, in passato chiamati anche Catena lusaziana, Lausitzer Kamm, in ceco Žitavské hory) sono una catena montuosa della Sassonia sud-orientale, in Germania. Parte dei Monti lusaziani, si estende nel territorio del circondario di Görlitz, all'estremo sud-est del Land, al confine con la Boemia. Essi costituiscono 
la parte più elevata della parte tedesca della regione dell'Alta Lusazia.

## Geografia

### Località
La catena dei Monti di Zittau si trova all'estremità meridionale del circondario di Görlitz.
Pochi chilometri a nord delle montagne si trovano, guardando in direzione ovest-est, le località di
Großschönau, Hainewalde, Bertsdorf-Hörnitz e Olbersdorf; la località eponima di Zittau, a nord-est di Olbersdorfs, si trova ancora alcuni chilometri più lontano, però direttamente sul ciglio del Parco Naturale dei Monti Zittau.
Sulle montagne, viste nella stessa direzione, si trovano Waltersdorf, frazione di Großschönau, Jonsdorf, Oybin e Lückendorf (frazione di Oybin). Il territorio montuoso è bagnato da corsi d'acqua, che scorrono verso nord confluendo nella Mandava, un affluente da ovest del fiume Neiße.

### Cime
Le cime della catena sono (tra parentesi l'altezza in metri s.l.m.):
- Lausche (Luž; 792,6), confine montano tra Germania e Repubblica Ceca, a sud di Waltersdorf
- Hochwald (Hvozd; 749,5), confine montano tra Germania e Repubblica Ceca, sud-ovest di Oybin
- Jonsberg (652,9), a sud-est di Jonsdorf
- Buchberg (651,6), a ovest di Jonsdorf
- Scharfenstein (569,4), a est di Oybin e a nord-ovest di Lückendorf
- Breiteberg (510,1), a est di Großschönau, a sud di Hainewalde
- Oybin (514,5), a nord di Oybin
- Töpfer (582,0), a nord-est di Oybin, a sud di Olbersdorf